# Liste des comtes de Rennes
Cet article concerne le comté de Rennes et ses comtes. Pour la vicomté de Rennes, ensemble de fiefs mineurs du pays rennais, voir Vicomté de Rennes.
La succession des comtes de Rennes est presque calquée sur celle des ducs de Bretagne, les comtes de Rennes étant devenus ducs de Bretagne avec Conan Ier
Le comté de Rennes disparut quand il fut intégré au duché de Bretagne.

## Liste des comtes de Rennes
| Règne         | Titulaire                | Notes |
| ------------- | ------------------------ | --- |
| vers 690-700  | Agatheus                 | Comte et évêque laïc de Nantes et de Rennes. |
| ? vers 820    | Rorgon du Maine          | Comte carolingien. |
| v. 851-874    | Salomon de Bretagne      | Roi de Bretagne |
| 874 à 876     | Gurwant                  | ? N'est pas mentionné avec ce titre dans les sources. |
| 876 à 888     | Judicaël                 | Petit-fils d'Erispoë. Fils (?) du précédent |
| 888 à ?       | inconnu                  | fille (?) du précédent |
| 920 à 970     | Judicaël Bérenger        | Filiation incertaine - Parmi les hypothèses, il serait fils de la précédente et de Pascweten. Une hypothèse plus récente le fait descendre par sa mère du comte ou marquis Bérenger et par son père (inconnu) le descendant de la famille d'Erispoë donc peut être du Princeps Judicaël. |
| 970 à 992     | Conan Ier de Bretagne    | Fils du précédent - Duc de Bretagne |
| 992 à 1008    | Geoffroi Ier de Bretagne | Fils du précédent - Duc de Bretagne |
| 1008 à 1040   | Alain III de Bretagne    | Fils du précédent - Duc de Bretagne |
| 1040 à 1066   | Conan II de Bretagne     | Fils du précédent - Duc de Bretagne |
| 1066 à 1084   | Geoffroy Grenonat        | Fils illégitime d'Alain III de Bretagne - Comte viager de Rennes |
| ? 1066 à 1072 | Havoise de Bretagne      | Sœur de Conan II de Bretagne - Comtesse titulaire de Rennes |
| ? 1066 à 1084 | Hoël II de Bretagne      | Époux d'Havoise de Bretagne - Duc de Bretagne - Comte titulaire de Rennes |
| 1084 à 1112   | Alain IV de Bretagne     | Fils des deux précédents - Duc de Bretagne |
| 1112 à 1148   | Conan III de Bretagne    | Fils du précédent - Duc de Bretagne |
| 1148 à 1156   | Hoël III de Bretagne     | Fils du précédent - Duc prétendant de Bretagne |
| 1156 à 1158   | Berthe de Bretagne       | Fille de Conan III de Bretagne |
| 1158 à 1167   | Conan IV de Bretagne     | Fils de la précédente - Duc de Bretagne |
| 1167 à 1181   | Henri II d'Angleterre    | « Gardien » de la fille du précédent - Roi d'Angleterre |
| 1181 à 1186   | Geoffroi II de Bretagne  | Fils du précédent - Duc consort de Bretagne |
| 1166 à 1201   | Constance de Bretagne    | Fille de Conan IV de Bretagne - Épouse du précédent - Duchesse de Bretagne |
| 1187 à 1203   | Arthur Ier de Bretagne   | Fils des deux précédents - Duc de Bretagne |

Le comté de Rennes fut ensuite intégré au duché de Bretagne sous Pierre Mauclerc, duc consort de 1213 à 1237.

## Sources et bibliographie
- René Poupardin, « Généalogies Angevines du XIe siècle », dans Mélanges d'archéologie et d'histoire, t. 20, 1900, p. 199-208
- Joëlle Quaghebeur, La Cornouaille du IXe au XIIe siècle, PUR Rennes, 2002  (ISBN 2 868477437), « La maison de Rennes  », p. 82
- Joëlle Quaghebeur et Bernard Merdrignac (sous la direction de), Bretons et Normands au Moyen Âge : rivalités, malentendus convergences, Presses Universitaires de Rennes, Rennes, 2008  (ISBN 9782753505636), « Ducs de Bretagne (Maison de Rennes et de Cornouaille) », p. 163
- André Chédeville  & Noël-Yves Tonnerre, La Bretagne féodale XIe – XIIIe siècle, Ouest-France Université, Rennes, 1987  (ISBN 2 7373 00142), « Dynastie des comtes de Rennes », p. 36
- Michel Brand'Honneur, Manoirs et châteaux dans le comté de Rennes (XIe – XIIe siècles), PUR Rennes, 2001  (ISBN 2 86847 5612), « Les comtes de Rennes », p. 94